# Nordwestliche Walsertaler Berge

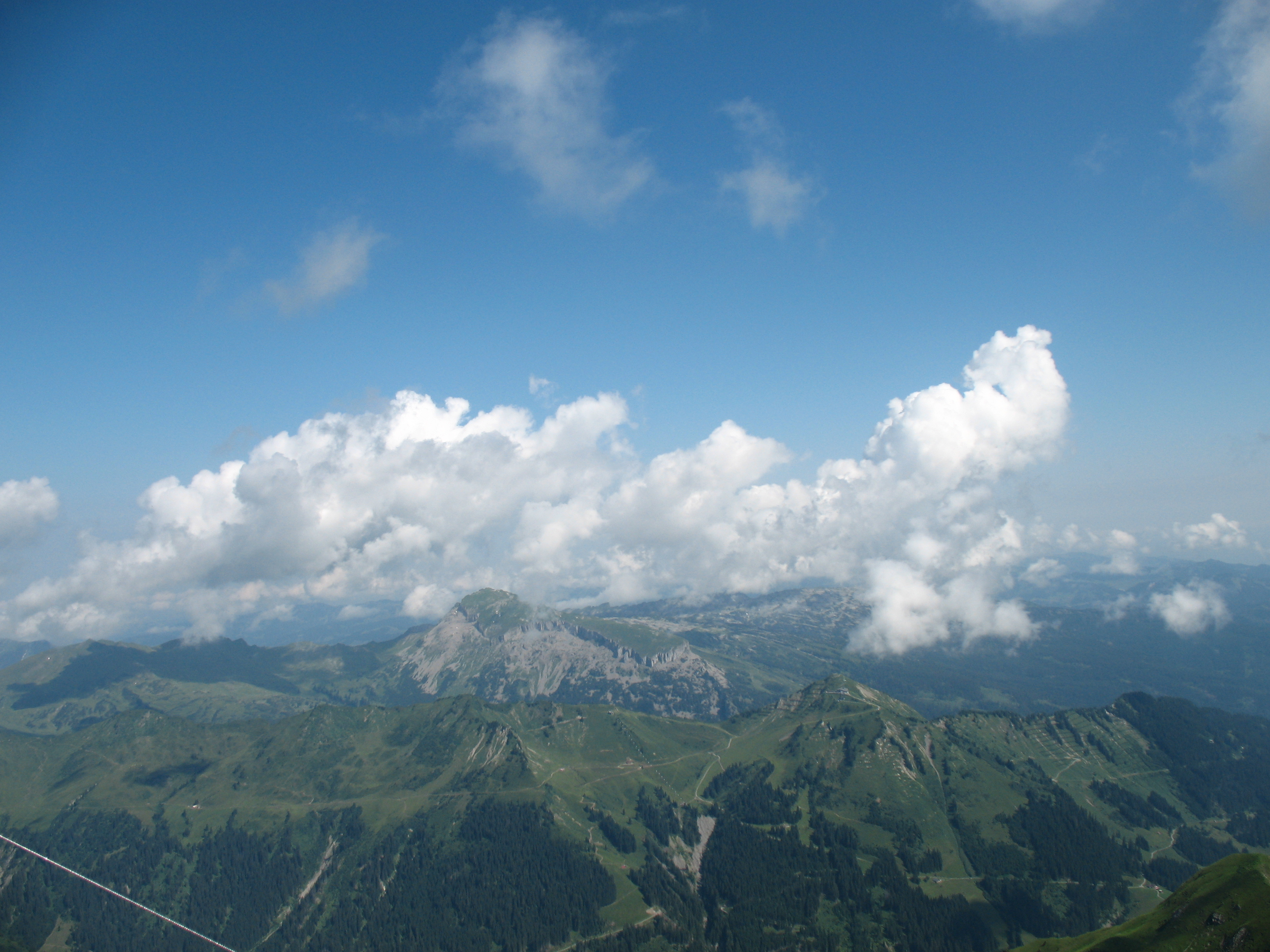
Walmendinger Horn, Hoher Ifen und Gottesacker

Die Nordwestlichen Walsertaler Berge sind eine Untergruppe der Allgäuer Alpen in Österreich und Deutschland. Mit 2230 Metern Höhe ist der markante Hohe Ifen der höchste Gipfel der Untergruppe. Diese Untergruppe ist mit dem Gottesackerplateau und der zweitlängsten Höhle Deutschlands, dem Hölloch, von geologischer Bedeutung.

## Grenzen und Umgebung
Von Sibratsgfäll im Norden ausgehend verläuft die Grenze der Nordwestlichen Walsertaler Berge durch das Hirschgundtal mit der Rubach und das Rohrmoostal mit der Starzlach nach Osten ins Kleinwalsertal. Diesem nach Süden und Südwesten folgend zieht sie weiter durch das Bärgunttal hinauf zum Üntschenpass (1854 m), von diesem abwärts in den Bregenzerwald und die Bregenzer Ach flussabwärts bis Rehmen. Von dort zieht die Grenze nach Norden hinauf zum Stoggsattel (1415 m) und durch die Täler von Schönenbach und Subersach zurück nach Sibratsgfäll.
Umgebende Untergruppen sind im Südosten die Südöstlichen Walsertaler Berge mit denen die Verbindung über den Üntschenpass besteht. Nach Westen liegt über den Stoggsattel das Bregenzerwaldgebirge. Im Norden geht es über die Wasserscheide im Rohrmoostal in die Allgäuer Voralpen westlich der Iller.

## Berge
Höchster Punkt der Gruppe ist der Hohe Ifen mit 2230 Metern Höhe. Es folgt die Üntschenspitze (2135 m). Weitere markante Berge sind die Güntlespitze (2092 m), der Diedams- (2090 m) und Hählekopf (2058 m), das Grünhorn (2039 m), die Oberen Gottesackerwände (2033 m), das Walmendinger Horn (1990 m), der Lüchle- (1989 m) und Falzer Kopf (1968 m), die Unteren Gottesackerwände (1857 m), Grünen Köpfe (1725 m), der Mohrenkopf (1645 m), die Kackenköpfe (1560 m) und der Engenkopf (1282 m).

## Geologie

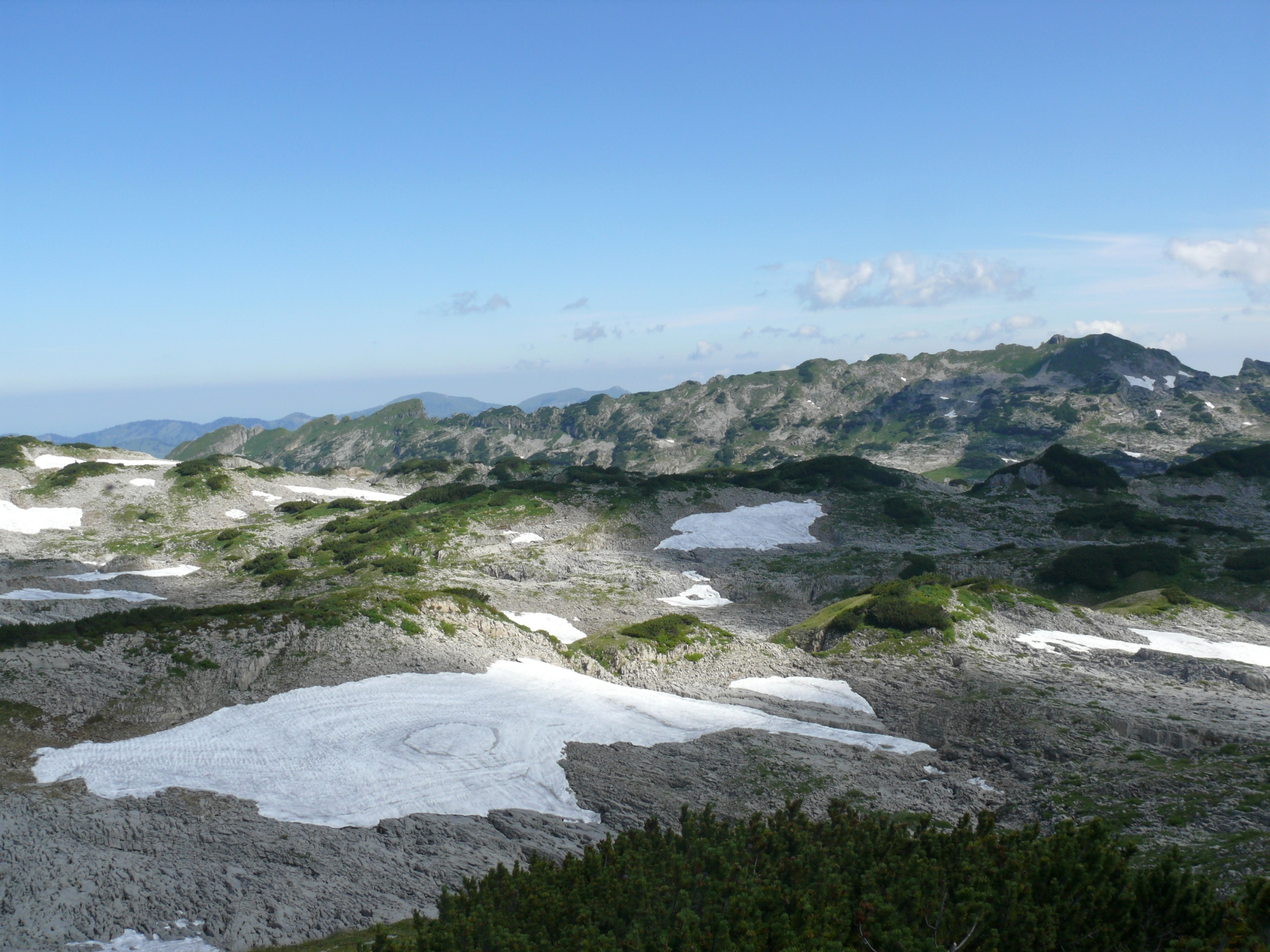
Gottesackerplateau

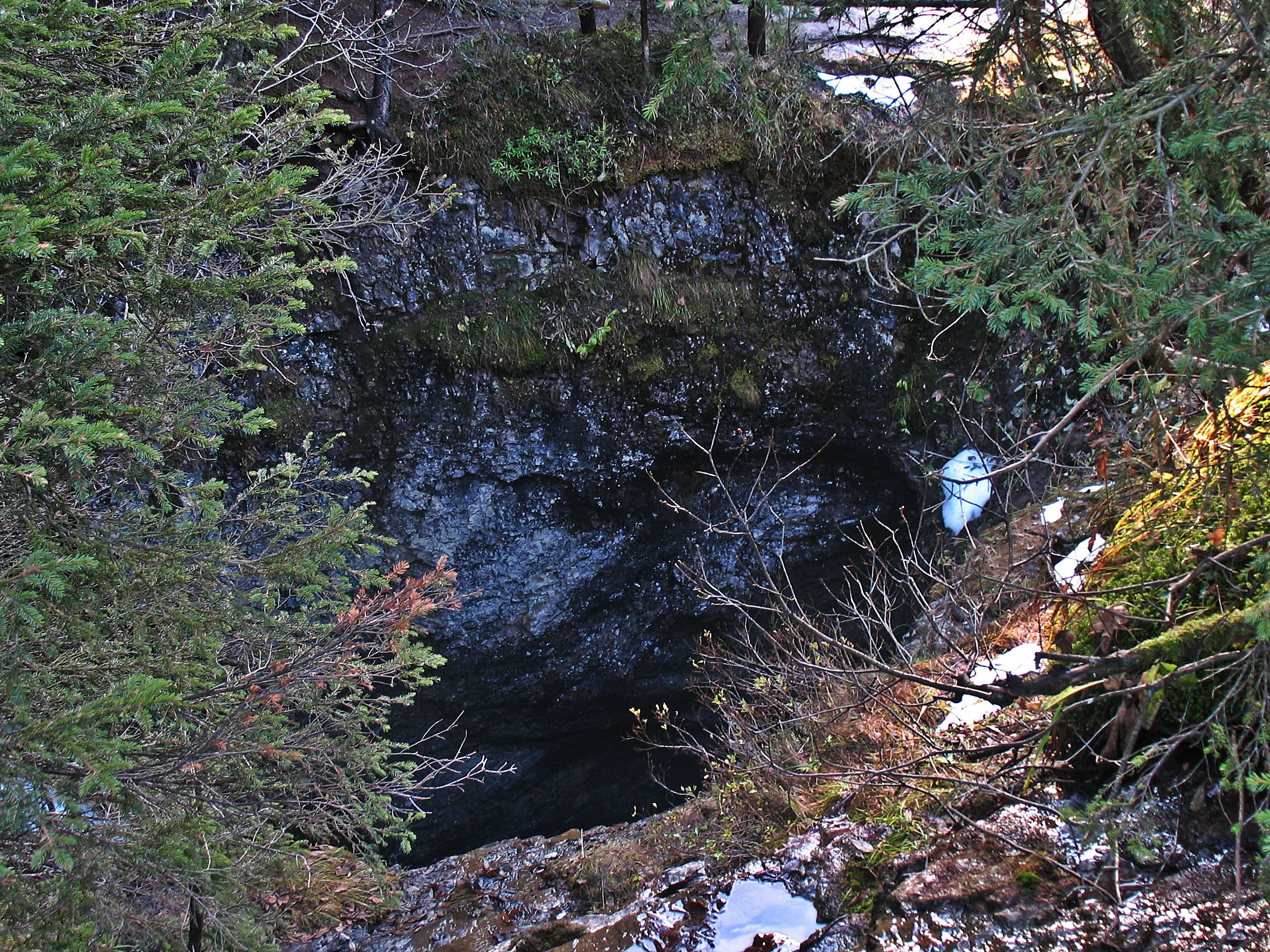
Hölloch Eingangsschacht

Aus geologischer Sicht sind die Nordwestlichen Walsertaler Berge zweigeteilt. Im Süden zwischen Walmendinger Horn und Üntschenspitze werden die Berge aus Flysch aufgebaut. Die Sedimentgesteine der Flyschzone bestehen hauptsächlich aus Sandstein und Sandkalken, Kieselkalken, Mergeln, Tonsteinen und Brekzien. Charakteristisch für die Gesteine ist die Verwitterungs-Unbeständigkeit, die sich an steilen Grasflanken durch den Einschnitt von Tobeln zeigt. Die Kaltzeit vor 16.000 Jahren hat die scharfen Grate hinterlassen.
Im nördlichen Teil um Hohen Ifen und Gottesackerplateau finden sich Gesteine und Schichten des Helvetischen Systems. Dieses großräumig gefaltete System wird im oberen Bereich von einer ungefähr 100 Meter mächtigen Schrattenkalk-Schicht gebildet. Dieser bildet das Plateau des Hohen Ifen und die Hochflächen über den Gottesackerwänden. Der Kalk lagert auf einer Schichtung mergeliger Gesteine, den Drusbergschichten. Dieses weiche Gestein sorgt dafür, dass der verwitterungsanfällige Kalkstein abbricht und so beispielsweise das charakteristische Ifen-Plateau entsteht. Weiter nach Westen am Diedamskopf fehlt die Schrattenkalkplatte und der Gipfel wird vollständig aus Drusbergschichten aufgebaut.
In der Schrattenkalkplatte des Gottesackerplateaus hat die Verwitterung ein ausgedehntes und verzweigtes Abflusssystem geschaffen, das Hölloch. Mit momentan 10.900 vermessenen Metern (Stand: 2008) ist es die zweitlängste Höhle Deutschlands. Eine weitere bedeutende Höhle ist das Dominoloch mit einer Länge um 550 Meter. Auch das Gebiet um den Hohen Ifen ist mit Höhlen versehen. Bislang wurden in der näheren Umgebung 92 Höhleneingänge entdeckt. Die bedeutenderen, jedoch bei weitem nicht so gut erforschten Höhlenobjekte sind die Spitzeckhöhle (710 m Länge), Klaus-Cramer-Höhle (610 m), Kalte Platte (200 m), Kellerloch (142 m) und das Schneeloch (50 m). Insgesamt ist das gesamte nördliche Gebiet der Gebirgsgruppe durch den Karst mit Höhlen versehen.

## Natur

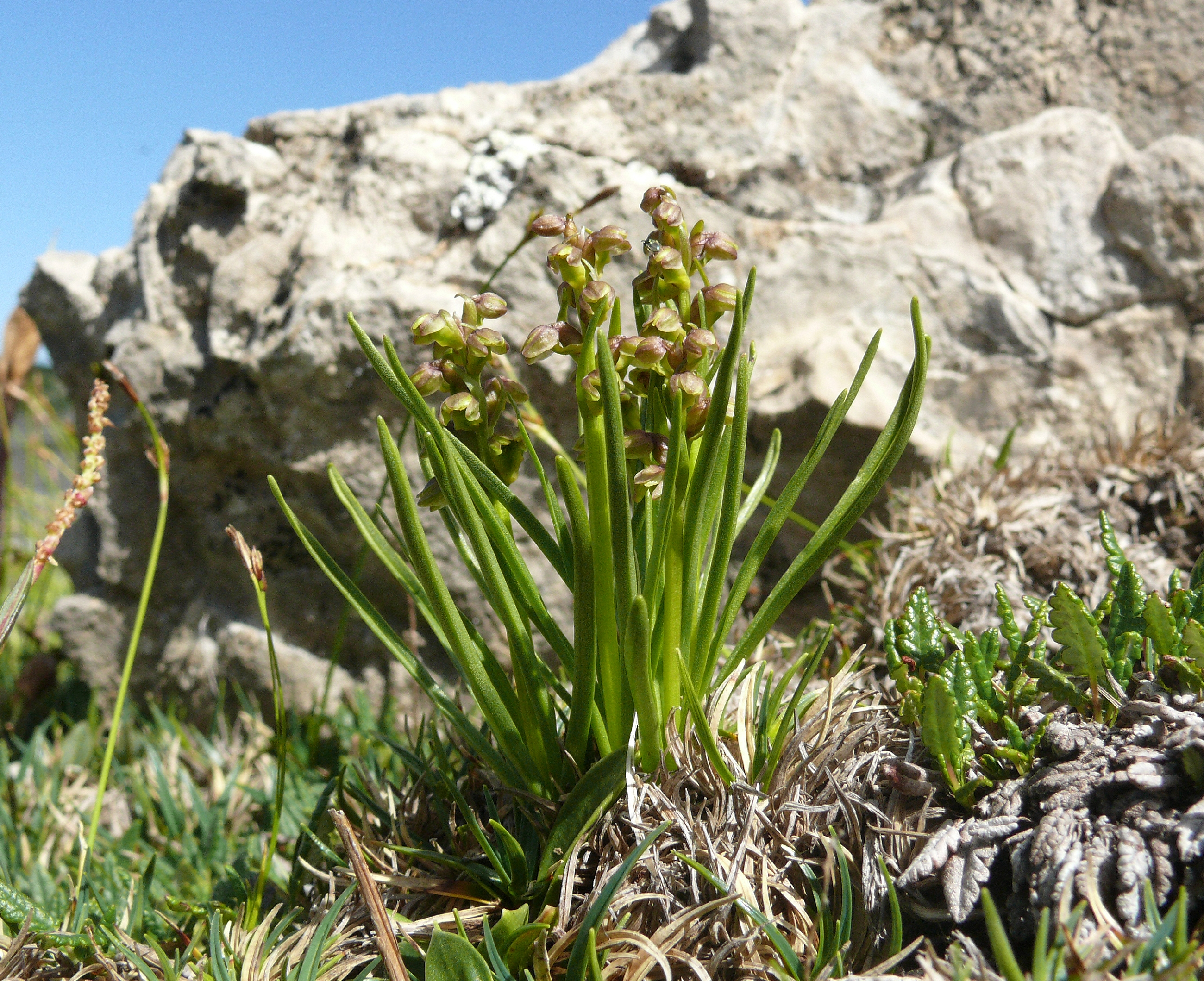
Zwergstendel (Chamorchis alpina)

Nahezu der gesamte Nordteil der Nordwestlichen Walsertaler Berge ist unter Schutz gestellt. Auf deutscher Seite das Naturschutzgebiet Hoher Ifen mit einer Größe von 2430 Hektar. Auf österreichischem Territorium liegt das Europaschutzgebiet Ifen und das Pflanzenschutzgebiet Hochifen und Gottesacker.
In diesen Gebieten finden sich zahlreiche botanische Besonderheiten. Am Windecksattel (1751 m) wachsen eines der größten Kopfwollgras-Moore (Eriophoretum scheuchzerii) Bayerns und die seltenen Pflanzen Endivien-Habichtskraut (Hieracium intybaceum) und Ostalpen-Enzian (Gentiana pannonica).

## Alpinismus
Einzige bewirtschaftete Alpenvereinshütte in dieser Untergruppe ist die Schwarzwasserhütte (1620 m) mit insgesamt 83 Schlafplätzen. Daneben gibt es noch das Mahdtalhaus (1150 m) im Kleinwalsertal, das eine Selbstversorger-Unterkunft ist. Über dem Bregenzerwald steht das Neuhornbachhaus (1650 m) ein privat geführter, alpiner Gasthof.

### Wandern und Bergsteigen
Ein großer Teil der hohen Gipfel im Bereich der Nordwestlichen Walsertaler Berge ist mit Wanderwegen erschlossen. Der höchste Berg, der Hohe Ifen, ist sowohl von Süden als auch von Norden mit Steigen erschlossen. Teilweise sind ausgesetzte Passagen mit Drahtseilen versichert, was Trittsicherheit und Schwindelfreiheit beim Bergsteiger voraussetzt. Die nächsthöchsten Gipfel Üntschenspitze, Güntlespitze und Diedamskopf sind auf unschwierigen Bergwegen zu erreichen. Dagegen sind die zahlreichen niedrigen, aber trotzdem markanten Gipfel in den Grenzbereichen der Untergruppe nicht auf angelegten Wegen erreichbar.

### Klettern
An den Südwänden von Hohem Ifen wurden nach den 1960er Jahren Kletterrouten erschlossen. Das unter Kletterern beliebte und alpenweit hoch eingeschätzte Klettergebiet ist durch die Vorarlbergischen Behörden seit 1991 stark eingeschränkt worden, zugunsten der Gämsen-Population.

## Wintersport und Bergbahnen
Für den alpinen Skisport gibt es drei Skigebiete in den Nordwestlichen Walsertaler Bergen. Am Hohen Ifen und dem Walmendinger Horn betreibt die Kleinwalsertaler Bergbahn AG jeweils ein Skigebiet. Am Ifen sind zwei Sessellifte und zwei Schlepplifte die Grundlage für ein 30 Pisten-Kilometer umfassendes Skigebiet. Die Walmendingerhornbahn, drei Sessel- und Schlepplifte bilden das 14 Kilometer lange Skigebiet am Walmendinger Horn.
Die Bergbahnen am Diedamskopf, zwei Seilbahnen, zwei Sessel- und vier Schlepplifte, bedienen insgesamt 41 Kilometer Piste über dem Bregenzerwald.
Mit der Schwarzwasserhütte liegt ein für die gesamten Allgäuer Alpen sehr bedeutender Skitouren-Stützpunkt in dieser Gebirgsgruppe. Die nicht zu anspruchsvollen, aber vielfältigen Möglichkeiten um die Hütte werden vor allem für spezielle Ausbildungskurs in dieser alpinen Spielart genutzt.